# RŽD-Baureihe ЭТ2
Der ЭТ2 (ET2) ist ein bei der Waggonfabrik Torschok gebauter Triebzug der Rossijskije schelesnyje dorogi, der speziell im Vorortverkehr eingesetzt wird. Er gehört zu einer Serie von Elektrotriebwagen für Gleichstrom-Antrieb mit Rekuperationsbremse. Er wurde mit mehreren Modifikationen in insgesamt 147 Elektrozügen hergestellt. Die Werksbezeichnung der Ursprungsversion ist 62-4160.

## Modifikationen

### Kurz über die Modifikationen
Für das bessere Verständnis bedeuten bei den Modifikationen die Abkürzungen:
- M modernisiert
- L Luxuskabine (gehobener Komfort)
- E Energiespeichervariante

### Ursprungsvariante des ЭТ2

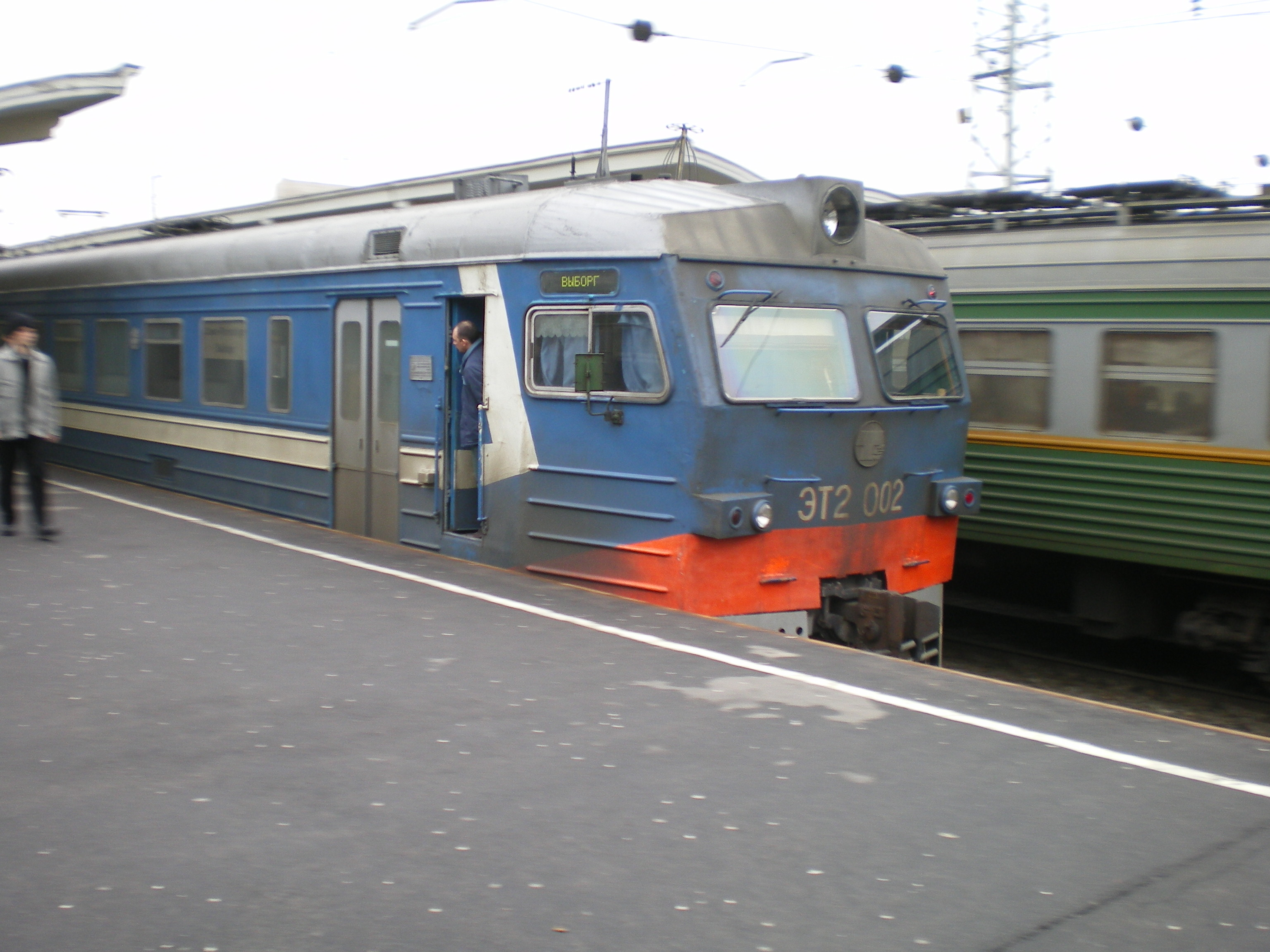
Foto des ЭТ2.002 in Sankt Petersburg

Die Fahrzeuge gehören zu einer Serie von Vorort-Elektrozügen, sie wurden von 1993 bis 1998 in insgesamt 30 Einheiten ausgeliefert. Zwei Fahrzeuge von ihnen, der ЭТ2.002 und der ЭТ2.013, werden zum gegenwärtigen Zeitpunkt auf den Abschnitten Moskau – Twer, Twer – Torschok und Konakowo – Moskau als Expresszüge eingesetzt.

### ЭТ2Л
Dies ist eine Version des ЭТ2 für gehobenen Komfort. Sie wurde 1999 als 6-Wagen-Einheit mit der Bezeichnung ЭТ2.027 in einem Exemplar gebaut und trug von 2005 an den Spitznamen Гудок (Gudok, deutsch „Hupe“). 2011 wurde er in die Unternehmensfarben der RŽD umlackiert. Betrieben wurde er auf der Oktoberbahn auf dem Abschnitt Sankt Petersburg – Weliki Nowgorod als Expresszug. Gegenwärtig wird auf dieser Linie der Expreßzugverkehr vorrangig mit den Fahrzeugen der Reihen ЭД4 (September 2011 – August 2012), ЭТ2M (September 2012 – März 2013) und ЭС1 (März 2013 bis heute) bedient. Der Triebzug wurde in der heutigen Zeit dem Motorwagendepot in Sankt Petersburg Finnischer Bahnhof zugeordnet. Im Inneren wurden bei zwei Wagen anstatt der komfortablen Sitze Plastesitze mit oranger Farbe wie bei dem ЭТ2M verwendet. Auch wurden bei ihnen die Fensterrahmen und die Gepäckregale in blauer Farbe entdeckt. Der Zug wurde sowohl als 6-Wagen- als auch als 8-Wagen-Einheit betrieben. Dabei wurden in letztem Falle Fahrzeuge der Reihe ЭТ2M verwendet.

### ЭТ2M

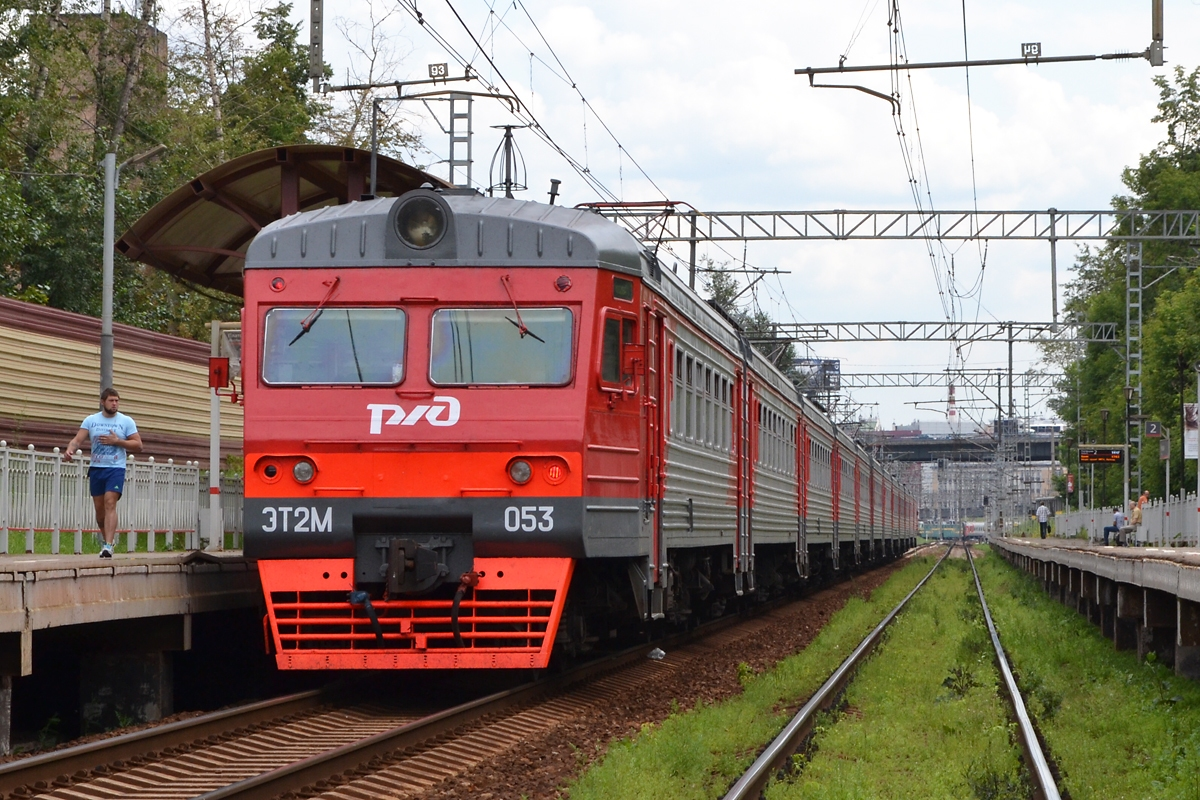
Foto des ЭТ2M.053 in Sankt Petersburg

Diese Fahrzeuge gehören zu einer Serie von Elektrozügen für Gleichstrom, die von 1999 bis 2010 auf der Grundlage der Elektrozüge ЭТ2 in der Waggonfabrik Torschok gefertigt wurden. Die Werksbezeichnung lautet 62-4160 M. Bei den Motorwagen lautete die Werksbezeichnung 62-4162M, bei den Beiwagen 62-4163M, bei den Steuerwagen 62-4161M.

#### Gesamte Beschreibung
Der erste Elektrozug ЭТ2M mit der Bezeichnung ЭТ2M.028 wurde im August 1999 gebaut und ging an das Depot Swerdlowsk der gleichnamigen Eisenbahngesellschaft. Im Äußeren unterscheiden sich die Fahrzeuge nicht von den Triebwagen der Ursprungsausführung. In der Periode der Auslieferung der Elektrozüge ereigneten sich mehrere kleinere Änderungen.
- es wurde die Frontpartie getauscht von der Nr. 029 an zum ersten Mal, von der Nr. 030 bis zur Nr. 036 zum zweiten Mal, von der Nr. 037 bis zur Nr. 057 zum dritten Mal, von der Nr. 060 an zum letzten Mal.
- der Schirm über den Scheinwerfern war bei den Inventarnummern 029 bis 032 nicht vorhanden.
- bei zwei Elektrotriebwagen (Inventarnummern 029 und 030) wurde die Konstruktion des Daches über dem Führerstand geändert.
- die Plastesitze änderten dreimal ihre Farbe: von den Inventarnummern 028 bis 072 hatten sie eine orange Farbe, bei den Inventarnummern 047 und von der Inventarnummer 073 bis 135 besaßen sie eine blaue Farbe, von der Inventarnummer 136 bis 143 eine weiße Farbe mit Stoffüberzug mit 2-fach blau; einmal blau mit dunkelblauen Rechtecken, und einmal blau mit dunkelblauen Punkten.
- die Beleuchtung des Fahrgastabteiles wurde modernisiert; bei den Inventarnummern 028 bis 086 wurden normale Glühlampen verwendet, Lampen mit Tageslichtbeleuchtung wurden bei 087 bis 135 verwendet und bei den Fahrzeugen 136 bis 143 erfolgte die Beleuchtung mit Leuchtdioden.
- die Lichtquelle für die Scheinwerfer/Stopplicht wurde ab Inventarnummer 130 von Glühlampen auf Leuchtdioden geändert;
- eine neue Anordnung der Türen mit Gängen in den Dienstraum konnte von den Fahrzeugen der Inventarnummer 090 an beobachtet werden.

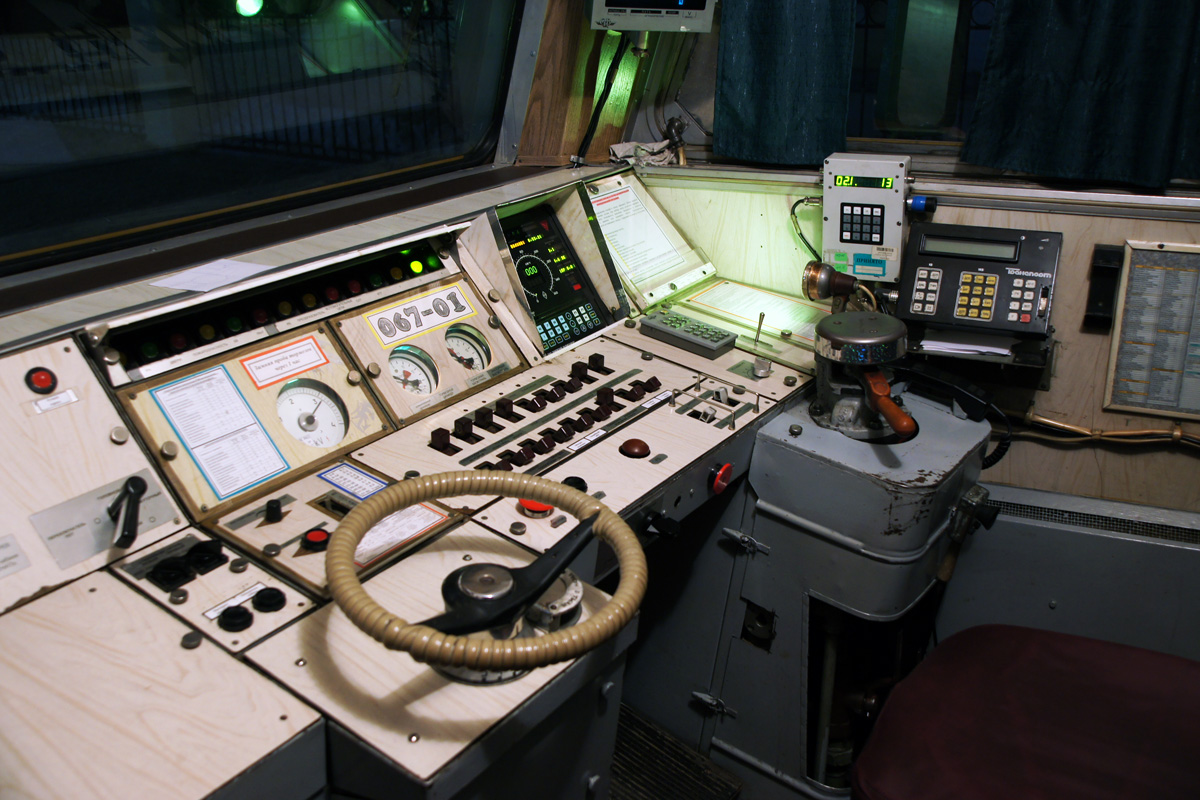
Foto des Führerpult des ЭТ2M.067

- ein geändertes Bedienungspult für den Lokführer mit der Bezeichnung 4161МЛ.07.15.000-1 aus einheimischer Produktion wurde in den Führerständen der Fahrzeuge mit den Inventarnummern 092 bis 143 aufgestellt. Von den Fahrzeugen der Inventarnummern 140 bis 143 wurde als Bedienung des Fahrschalters ein Joystick verwendet. Außerdem wurde die Anordnung des Wachsamkeitsgriffes geändert, es wurde der Kasten für die Dokumentationen entfernt. Bis zu der Inventarnummer 0092 war die alte Variante des Pultes, analog dem ЭТ2 verwendet worden.
- von der Inventarnummer 094 bis zur Inventarnummer 143 wurde das elektronische Fahrweg Display aufgestellt.

Auf dem Elektrozug ЭТ2M wurden die Elektrofahrmotoren ТЭД-2У1 (TED-2U1) und ЭК-235У1 (EK-235U1) verwendet. Die Masse des kompletten 10-Wagen-Zuges stieg auf 518,6 t gegenüber den 506 t bei der Ursprungsausführung. Außerdem bestand bei dieser modernisierten Variante die Möglichkeit der Bildung von Zügen mit ungerader Anzahl der Waggons, auch konnte die Einheit mehr Bei- als Motorwagen mitführen. Die Spannung im Fahrdraht konnte zwischen 2700 und 3850 V betragen.

#### Mitteilung über den Bau
Zum Stand 2014 wurden bei der Waggonfabrik Torschok 116 Elektrozüge der Serie ЭТ2M ausgeliefert. Gleichfalls lieferte das Werk zwischen 2006 und 2008 zwischen sechs und sieben verschiedene mittlere Elektrosektionen aus. In diesem Zusammenhang wurden insgesamt 530 verschiedene zwei-Waggon-Elektrosektionen ausgeliefert. Außerdem wurden in den Jahren 2005 bis 2006 neun verschiedene Steuerwagen geliefert. Die gesamte Fertigung zeigt sich anhand der beigelegten Tabelle.
| Jahr der Auslieferung | Anzahl der ausgelieferten Waggons | Nummer der ausgelieferten Elektrozüge | Anzahl Waggons in den Elektrozügen | Nummer verschiedener Steuer Elektrowaggons                     | Nummer verschiedener mittlerer Elektrosektionen                                                         |
| --------------------- | --------------------------------- | ------------------------------------- | ---------------------------------- | -------------------------------------------------------------- | --- |
| 1999                  | 40                                | 028–031                               | 10                                 | –                                                              | – |
| 2000                  | 80                                | 032–039                               | 10                                 | –                                                              | – |
| 2001                  | 50                                | 040–044                               | 10                                 | –                                                              | – |
| 2002                  | 100                               | 045–054                               | 10                                 | –                                                              | – |
| 2003                  | 70                                | 055–061                               | 10                                 | –                                                              | – |
| 2004                  | 60                                | 064, 067–070                          | 10                                 | –                                                              | – |
| 2005                  | 112                               | 071–074, 080, 081                     | 10                                 | 803201, 803209, 803301, 803309, 803401, 803409, 803501, 803509 | – |
| 2005                  | 112                               | 076, 079, 082, 083                    | 6                                  | 803201, 803209, 803301, 803309, 803401, 803409, 803501, 803509 | – |
| 2006                  | 116                               | 084, 086, 087, 090–095                | 10                                 | 00001                                                          | (05511-05512), (06111-06112), (06811-06812), (07411-07412), (08611-08612), (09211-09212)                |
| 2006                  | 116                               | 085, 088, 089                         | 8                                  | 00001                                                          | (05511-05512), (06111-06112), (06811-06812), (07411-07412), (08611-08612), (09211-09212)                |
| 2007                  | 132                               | 096–099, 101–103, 107                 | 10                                 | –                                                              | – |
| 2007                  | 132                               | 100, 104, 108                         | 12                                 | –                                                              | – |
| 2007                  | 132                               | 105, 106                              | 8                                  | –                                                              | – |
| 2008                  | 144                               | 109–115, 117–119                      | 10                                 | –                                                              | (09511-09512), (11111-11112), (11211-11212), (11311-11312), (11511-11512), (11711-11712), (11811-11812) |
| 2008                  | 144                               | 116, 120–123                          | 6                                  | –                                                              | (09511-09512), (11111-11112), (11211-11212), (11311-11312), (11511-11512), (11711-11712), (11811-11812) |
| 2009                  | 108                               | 125, 128, 131, 133                    | 10                                 | –                                                              | – |
| 2009                  | 108                               | 126, 127, 134, 135                    | 6                                  | –                                                              | – |
| 2009                  | 108                               | 129, 130, 132                         | 12                                 | –                                                              | – |
| 2009                  | 108                               | 124                                   | 8                                  | –                                                              | – |
| 2010                  | 76                                | 137, 139, 141, 142, 143               | 8                                  | –                                                              | – |
| 2010                  | 76                                | 136, 138, 140                         | 12                                 | –                                                              | – |

#### Elektrozüge, geschaffen auf der Basis des ЭT2M

##### Elektrozug ЭT2MЛ

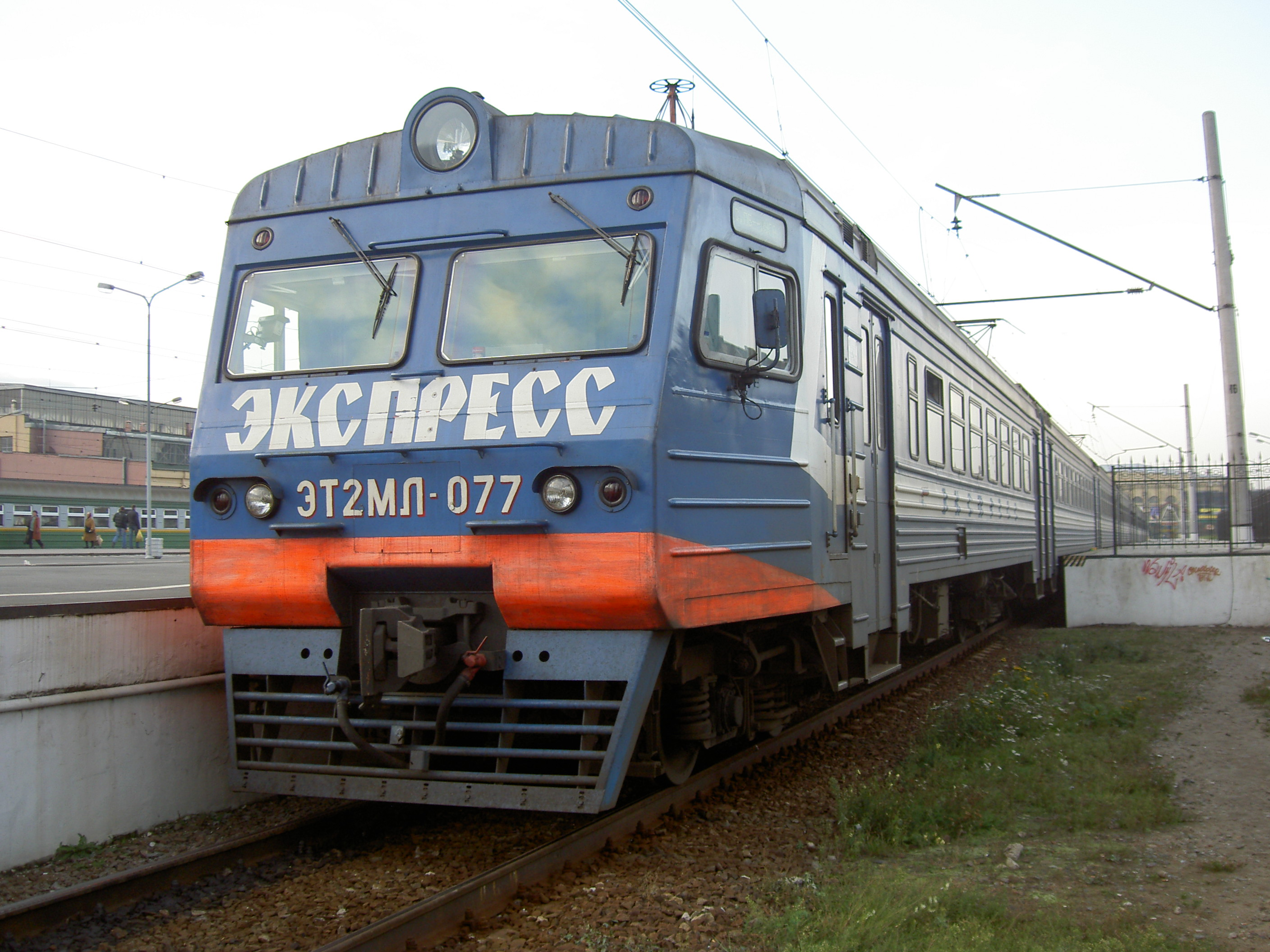
Foto des ЭТ2MЛ.077 in Sankt Petersburg Baltischer Bahnhof

Der Elektrozug ЭT2MЛ ist ein modernisierter Elektrozug erhöhten Komforts und vorgesehen für den städtischen Transport. Er wurde von 2004 an in sechs Einheiten produziert.

##### Elektrozug ЭT2ЭM

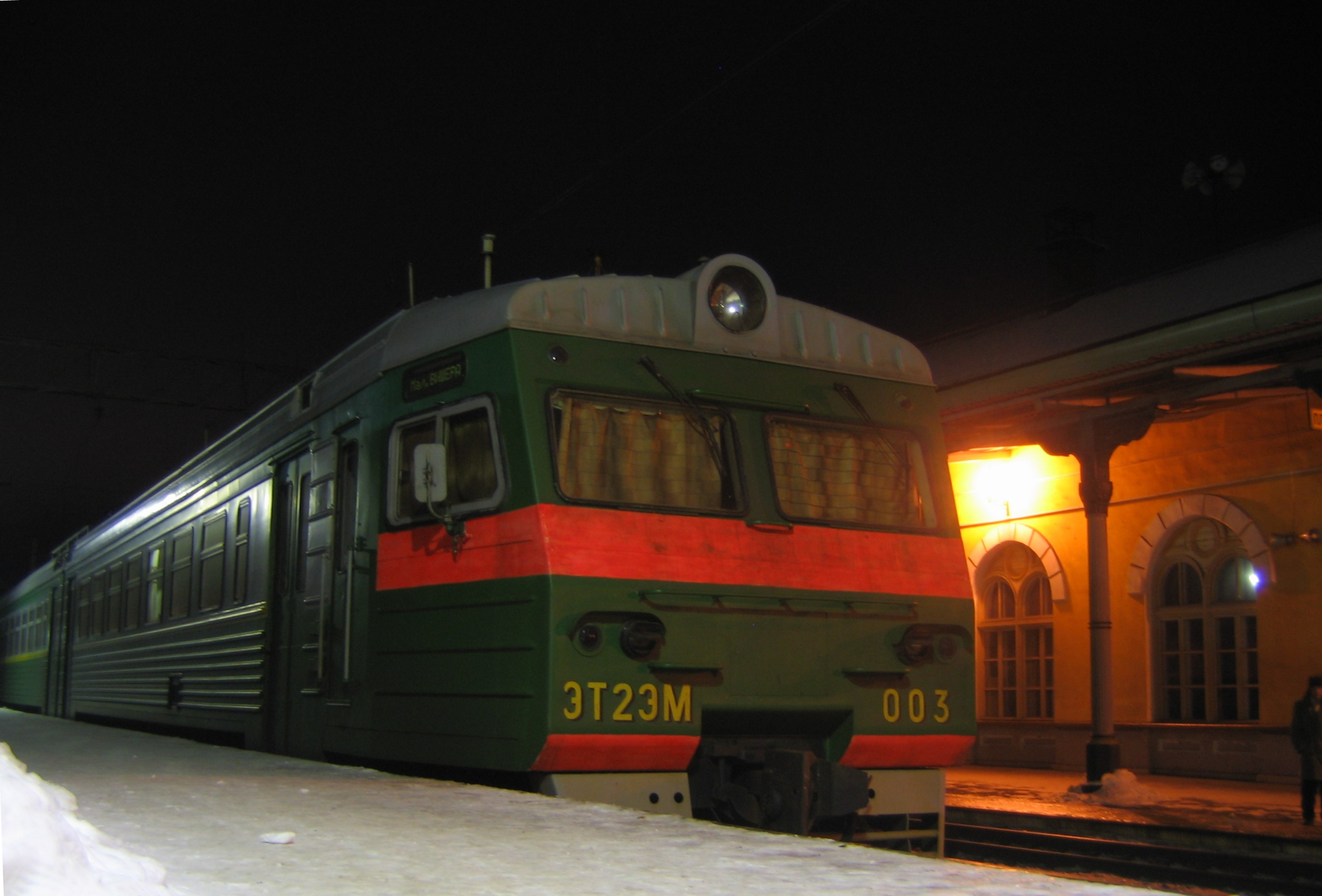
Foto des ЭТ2ЭM.003 in Malaja Wischera

Der Elektrozug ЭT2ЭM ist ein modernisierter Elektrozug mit Energiespeicherkomplex. Ausgeliefert wurde er von 2005 bis 2006, insgesamt wurden drei Einheiten gebaut. Die Serie besitzt eine eigenständige Nummerierung. Eingesetzt wurde sie bei der Oktoberbahn.

### ЭT2МРЛ
Der Elektrozug ЭT2МРЛ ist ein modernisierter Vorort-Elektrozug, der 2003 in einem Exemplar unter der Bezeichnung ЭT2МРЛ.062 ausgeliefert wurde. Der Triebzug besteht aus acht Wagen. Betrieben wird er auf der Eisenbahngesellschaft im Ural.

### ЭT2A
Der Triebzug mit der Bezeichnung ЭT2A ist ein Experimental-Vorortzug für Gleichstrom-Netze und ist mit Drehstrom-Antriebstechnik und Drehstrom-Fahrmotoren ausgerüstet worden. Er besitzt die Werksbezeichnung 62-4160A.
Die Ausarbeitung des Zuges entstand auf Auftrag des Ministeriums für Verkehrswesen in Russland unter der Aufgabe des Arbeitsstabes Hochgeschwindigkeits-Magistralen aus dem Jahr 1994. Gebaut wurde ein Exemplar 1999 bei der Waggonfabrik Torschok in der Zusammenstellung zwei Steuer- und zwei Motorwagen. Nach der Fertigung wurde das Fahrzeug bis 2002 überprüft. Durch die Drehstrom-Antriebstechnik besitzt das Fahrzeug einen sparsameren Energieverbrauch im Vergleich mit ähnlichen Fahrzeugen analoger Ausführung. Außerdem besteht die Möglichkeit des gemeinsamen Betriebs mit Fahrzeugen der Serie ЭР2 bzw. ЭT2.
Das Fahrzeug erhielt nicht die Zertifizierung des Ministeriums für Verkehrswesen und wurde nicht in den allgemeinen Betrieb eingeführt. Da es sich bei diesem Fahrzeug um das erste seiner Art mit Drehstrom-Antriebstechnik in Russland handelt, soll es auch technisch und geschichtlich ausführlich beschrieben werden.

#### Historie der Schaffung
Die Drehstrom-Antriebstechnik mit Drehstrom-Fahrmotoren wurde vorrangig gewählt aufgrund einer Reihe von Vorteilen dieser Antriebstechnik (Verringerung des Energieverlustes bei niedrigen Geschwindigkeiten, Verbesserung der Kraft-Charakteristik bei hohen Geschwindigkeiten, zuverlässige Energieversorgung in allen Geschwindigkeitsbereichen, Senkung des Aufwandes bei der Bedienung der Traktionsfahrmotoren) als auch bei der Fertigung (Verkleinerung des Materialaufwandes und des Arbeitsaufwandes bei der Herstellung der fahrfähigen Einheit und Senkung des Selbstkostenpreises der Produktion um 25 … 30 % im Vergleich mit analogen Gleichstrom-Fahrmotoren).
Die Auslegung der Drehstrom-Antriebstechnik wurde seit 1994 von dem Zentralen Konstruktionsbüro der Waggonfabrik Torschok und der OAO «Сила» (Sila, deutsch „Kraft“) entwickelt. Die Schaffung des ersten Triebzuges mit Drehstrom-Antriebstechnik fiel in dieselbe Zeit wie die der Entwicklung der RŽD-Baureihe ЭС250. Die Entwicklung des Prototypfahrzeuges war demzufolge analog der Tätigkeit des ROA Hochgeschwindigkeitsmagistralen im Teil der Ausarbeitung der Perspektiven der betrieblichen Eisenbahn.

#### Entstehen des ersten Modelles
Die Überprüfung der neuen Ausstattung wurde durchgeführt mit der speziellen Fertigung von Modellen. Die Überprüfung des Thyristor-Wandlers wurde bei der Schaffung auf dem Territorium der AO «Сила» (Sila, deutsch „Kraft“) auf dem Versuchsstand verwirklicht. Später geschah die Umarbeitung im Motorwagendepot Sankt Petersburg Baltischer Bahnhof, wo auch der erste Modellzug gesandt wurde, bestehend aus zwei neuen Steuerwagen des ЭT2, einem Motorwagen des ЭР2 und einem Motorwagen eines ЭР2T. Die beiden Motorwagen waren Schadfahrzeuge und wurden nach einem Brand wiederhergestellt. Bei den Motorwagen wurden ferner verwendet ein Eingangsfilter, ein Breit-Impulswandler, zwei autonome Strominverter, Inverterdrosseln, vier Drehstrom-Fahrmotoren, ein Schrank mit Systemen der Verwaltung und ihr Block der Speisung, schnelldurchschalgende Schalter und Linien-Kontaktoren, ausgenützt von dem Serienzug.
Mit dem Ziel der Vereinfachung des Zuganges zur Ausrüstung wurde diese im Salon der Motorwagen untergebracht, wo auch Systeme der Zwangsluft-Kühlung installiert waren. Die Erprobung des Modell-Elektrozuges wurde von 1996 bis 1999 auf dem Abschnitt Sankt Petersburg – Luga durchgeführt. Ursprünglich waren für die Fahrmotoren solche als 6-phasige Traktionsfahrmotoren gedacht, im Zuge der Vereinfachung zeigte es sich einfacher, diese als dreifasige Ausführung durchzuführen. Dafür machte sich eine Umkonstruktion des Wandlers erforderlich. Außerdem wurde der Wandler noch einige Male zusätzlich geändert. In den Jahren 1997 bis 1998 wurden Methoden des Schutzes und der Verwaltung der Traktionsfahrmotoren erarbeitet, gleichfalls mussten noch elektromagnetische- und Wärmeprozesse im Kraft-Wandler erlernt werden.
Der nichtüberarbeitete Motorwagen wurde als Reserve für den Fall der Störung des Modell-Motorwagens verwendet. Der gesamte Zug lief im Zuge der Überprüfung ca. 70.000 km.

##### Überprüfung
Nach dem erfolgreichen Probelauf des Modellzuges wurde in der Waggonfabrik Torschok der Versuchszug ЭT2A hergestellt. Hauptsächlich stützte sich der Hersteller dabei auf die Konstruktion des ЭT2, der in dem Werk von 1993 an ausgeliefert wurde. Der fertiggebaute Elektrozug wurde am 28. Juli 1999 der Leitung des Ministeriums des Verkehrswesens vorgestellt. Die Einheit des Zuges schloss zwei Steuerwagen und zwei Motorwagen ein, wobei die Steuerwagen von dem Modellzug übernommen wurden. Im Oktober 1999 begann der Probelauf des Fahrzeuges ohne Passagiere auf dem Abschnitt Sankt Petersburg Baltischer Bahnhof – Luga im Umfang von 5.000 km. In der Zeit von 1999 bis Juni 2002 vollführte der Elektrozug Laufleistungen höher als 110.000 auf den Abschnitten Sankt Petersburg Baltischer Bahnhof – Lomonossow und Sankt Petersburg Baltischer Bahnhof – Luga. Nach Beendigung dieser Überprüfungsfahrten wurde der Zug an den Gleisring des Allrussischen Forschungsinstitutes für Schienenverkehr in Schtscherbinka zur Durchführung der Abnahmeprüfung gegeben. Es war geplant, dass die Serienproduktion des Fahrzeuges um 2002 beginnen sollte, und im III. Quartal 2002 sollte der Zug auf der Oktoberbahn eingesetzt werden und einen Zug der Reihe ЭT2 ersetzen. Der Zug wurde aber nicht in den regulären Betrieb eingeführt, da sich zur Abnahmeüberprüfung eine Reihe von Mängeln ergaben (besonders eine Reihe von Fehlern bei der Thyristor – Steuerung bzw. der Diodensteuerung des autonomen Strominverters; auch zeichneten sich die Traktionsfahrmotoren als sehr unzuverlässig aus). Viele technischen Entscheidungen des Zuges wurden beim Bau der Reihe ЭT2M angewendet. Die Entwicklung eines Fahrzeuges mit Drehstrom-Antriebstechnik mit Drehstrom-Fahrmotoren wurde 2011 mit der RŽD-Baureihe ЭТ4 fortgesetzt. Der Triebzug ЭT2A wurde nach der Überprüfung abgerüstet.

##### Konstruktion der Elektroausrüstung
Die auf dem Zug verwendeten Traktionselektrofahrmotoren sind dreifasige Drehstrom-Fahrmotoren vom Typ ДТА380-6-УХЛ1 (DTA380-6-UXL1). Sie besitzen eine Stundenleistung von 380 kW sowie eine Dauerleistung von 350 kW. Die Fahrmotoren sind mit dem Drehgestellrahmen mit der sogenannten stützenden Rahmenaufhängung verbunden. Die Nennspannung an den Wicklungen des Fahrmotors beträgt 1.150 V. Die Masse des betriebsbereiten Fahrmotors beträgt 1.500 kg. Das System der Speisung der Traktionsfahrmotoren wird auf der Grundlage von autonomen Strominvertern ausgeführt. Der Kraft-Wandler des Kontrollers wird mit Hilfe von Mikroprozessor-Systemen der Firma Siemens durchgeführt.
Die Traktions-Elektroausrüstung des Elektrozuges besteht aus dem Eingangsfilter, dem Eingangs-Breit-Impuls-Wandler, Thyristoren zur Begrenzung der Spannung, autonome Strominverter und gleichfalls Apparate zum Schutz der Schaltanlagen. Die Traktionsfahrmotoren jedes Drehgestelles sind paarweise parallel verbunden, sie werden gespeist von ihrem autonomen Strominverter. Die Inverter jedes Drehgestelles sind verbunden in Reihe und über Glättungsdrosseln am Wandler angeschlossen. Die Elektroausrüstung des Zuges wurde von dem Zentralen wissenschaftlich technischen Institut der Transportenergieversorgung erarbeitet. Die Produktion der Traktionselektroausrüstung wurde von dem OAO «Сила» (Sila, deutsch: Kraft) vollzogen, die Herstellung der Hilfsanlagen wurden von den Rigaer Elektromaschinenwerk vollzogen. Auf dem Elektrozug war ein Wandler vom Typ 1ПВ.005 (1PW.005) installiert. Auf dem Elektrozug wurden Einholmstromabnehmer vom Typ UR26 aus der Produktion der Firma Sécheron verwendet.
Die Mikroprozessorsystemverwaltung vom Traktionsantrieb, angewendet bei dem Elektrozug, erlaubt die Kontrolle aller Parameter bei der Arbeit der Elektroausrüstung. Die Systeme der Verwaltung des Zuges wurden bei dem КБ Импульс (KB Impuls) in Sankt Petersburg ausgearbeitet. Die Mikroprozessorausrüstung auf dem Zug versorgte die Arbeit der Informations-Systeme und gleichfalls die Übertragung der Signale der Verwaltung, des Diagnose-Nachrichtenwesens, die über das Zugradio übertragen werden. Auch war der Zug mit Systemen zur Entdeckung der Entflammung und Brandlöschung ausgerüstet.

##### Konstruktion der mechanischen Ausrüstung
Die Drehgestelle des Zuges entstammen der Produktion der Waggonwerke Tichwin. Die Masse der Drehgestelle des Motorwagens ist 13,3 t. Auf jedem Motordrehgestell sind zwei Traktionsfahrmotoren vorhanden. Die Masse der Drehgestelle des Beiwagens beträgt 6,6 t.
Der Kasten des Wagens ist eine selbsttragende Konstruktion, zusammengestellt aus längs- und querlaufenden Elementen. Der Rahmen wurde mit Stahlblechen verkleidet, die mit Sicken versteift wurden. Die Konstruktion des Kastens wurde im Vergleich zu dem ЭТ2 nicht geändert mit Ausnahme der Steuerwagen. Bei diesem wurde für die Sicherstellung der Gefahrlosigkeit für die Lokomotivbrigade eine Kabine für den Lokführer aus verschiedenen Materialien angewendet, ebenso wurde der Front-Bereich geändert. Für die Verbesserung der Arbeitsbedingungen der Lokführerbrigade wurde eine Klimaanlage eingebaut. Die Sitze und das Innere der Lokführerkabine garantierten eine Senkung der Vibration und des Lärmes. Die Konstruktion des Zwischenwagen-Überganges wurde nicht geändert. Ein Betrieb des Fahrzeuges im Verbund mit anderen Waggons der Serien ЭТ2 bzw. ЭР2 ist möglich.

##### Prinzip der Arbeit des Antriebes
Nach dem Heben der Stromabnehmer gelangt der Strom in die auf dem Dach des Triebwagens angeordneten Hochspannungsleitungen. Später gelangte sie über die Schutzfilter und den Hauptschalter zu den schnellschaltenden Schaltern. Für den Schutz vor Überspannungen ist ein Spannungsableiter eingerichtet. Für Überspannungen, die bei Abschaltung der schnellschaltenden Schalter entstehen, ist in der Kette eine Entladungsdiode, die zur Verschiebung der Energie geschaffen war, die sich im Eingangsfilter angesammelt hatte. Bei Überschreitung der Größe des Eingangsstromes über den zulässigen Wert (gemessen durch einen speziellen Geber), führte ein elektropneumatischer Kontaktor die Abschaltung des Kraftschemas von dem Kontaktnetz durch. Das Kraftshema wird geerdet mit Hilfe entsprechender Einrichtungen auf das Gleisbett. Jeder autonome Inverter des Stromes speist zwei Traktionsfahrmotoren, geschaltet paarweise parallel; für die Senkung des pulsierenden Eingangsstromes jedes Inverters ist vorgesehen ein Glättungsfilter. Autonome Inverter verteilen den Strom auf die Fasen der Traktionsfahrmotoren mit einer Frequenz, die vom Mikro-Prozessor-System über Signalgeber von der Drehzahl der Rotorwelle und Spannung auf den Wicklungen des Stators berechnet wurde. Im Bereich der Geschwindigkeit des Elektrozuges von 0 bis 60 km/h realisierte das System ein gleichmäßiges Drehmoment, bei dem die Spannung an den Wicklungen des Stators linear proportional der Geschwindigkeit des Zuges war. Bei Geschwindigkeiten des Zuges größer als 60 km/h realisierte das System eine beständige Leistung auf der Welle der Traktionsfahrmotoren, für die die Spannung an den Wicklungen des Stators beständig gehalten wurde, und absolut gleich die Geschwindigkeit des Zuges erhöht wurde.

##### Prinzip der Bremse
Bei Nutzung der Rekuperationsbremse nahmen zuerst die Fahrmotoren zu ihrer Magnetisierung Energie aus der Oberleitung, die auf die Magnetpole weitergegeben wurde. Wenn sich die Magnetpole soweit verstärkt hatten, begann die Arbeit des elektrodynamischen Prinzipes der Rekuperationsbremse. Ein Mikroprozessorsystem steuerte das Gleiten der magnetischen Pole. Die Traktionsfahrmotoren begannen nun mit der Produktion von Drehstrom, der von den Wicklungen des Stators abgenommen wurde. Danach wurde dieser von den Invertern in Gleichstrom umgewandelt und in die Fahrleitung zurückgegeben. Nach dem Beginn der Generation der Traktionsfahrmotoren realisierte das Mikroprozessorsystem eine Kommutierung des Thyristors, das schuf eine Verbindung für den Aufschluss der Bremsdioden.
Die Zeit von dem Eintreten in die Rekuperation bis zum Beginn der Generation des Bremsstromes betrug ungefähr 0,8…1,9 s in Abhängigkeit von der Geschwindigkeit beim Beginn des Bremsens. Das Bremsschema besorgte eine Abgabe von Energie in das Netz bis zu einer Geschwindigkeit von 15 km/h. Durch die Anwendung der Rekuperationsbremse ergab sich ein Energieeinsparung beim Betrieb des Triebzuges bis zu 30 %.